# Експедиція Франкліна (1845—1847)

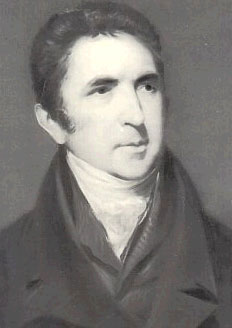
Сер Джон Барроу, 1-й баронет просував арктичні дослідження під час свого тривалого перебування на посаді другого секретаря Адміралтейства

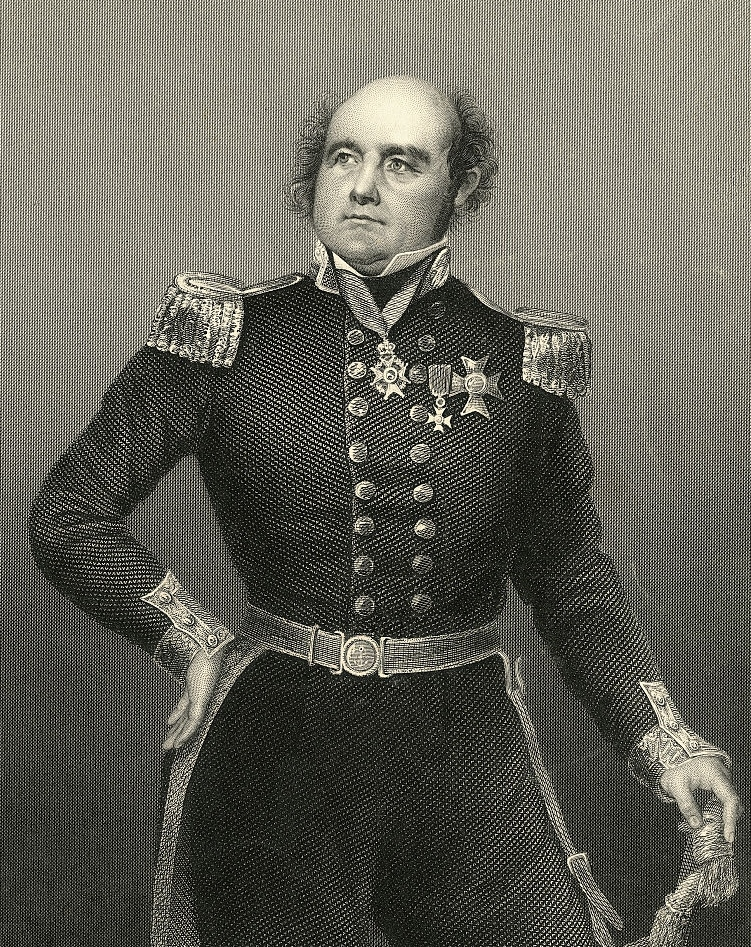
Сер Джон Франклін, якого неохоче вибрав Джон Барроу для чергової експедиції з пошуку Північно-Західного проходу

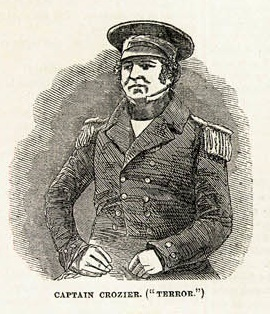
Капітан експедиційного судна «Терор» Френсіс Крозьє

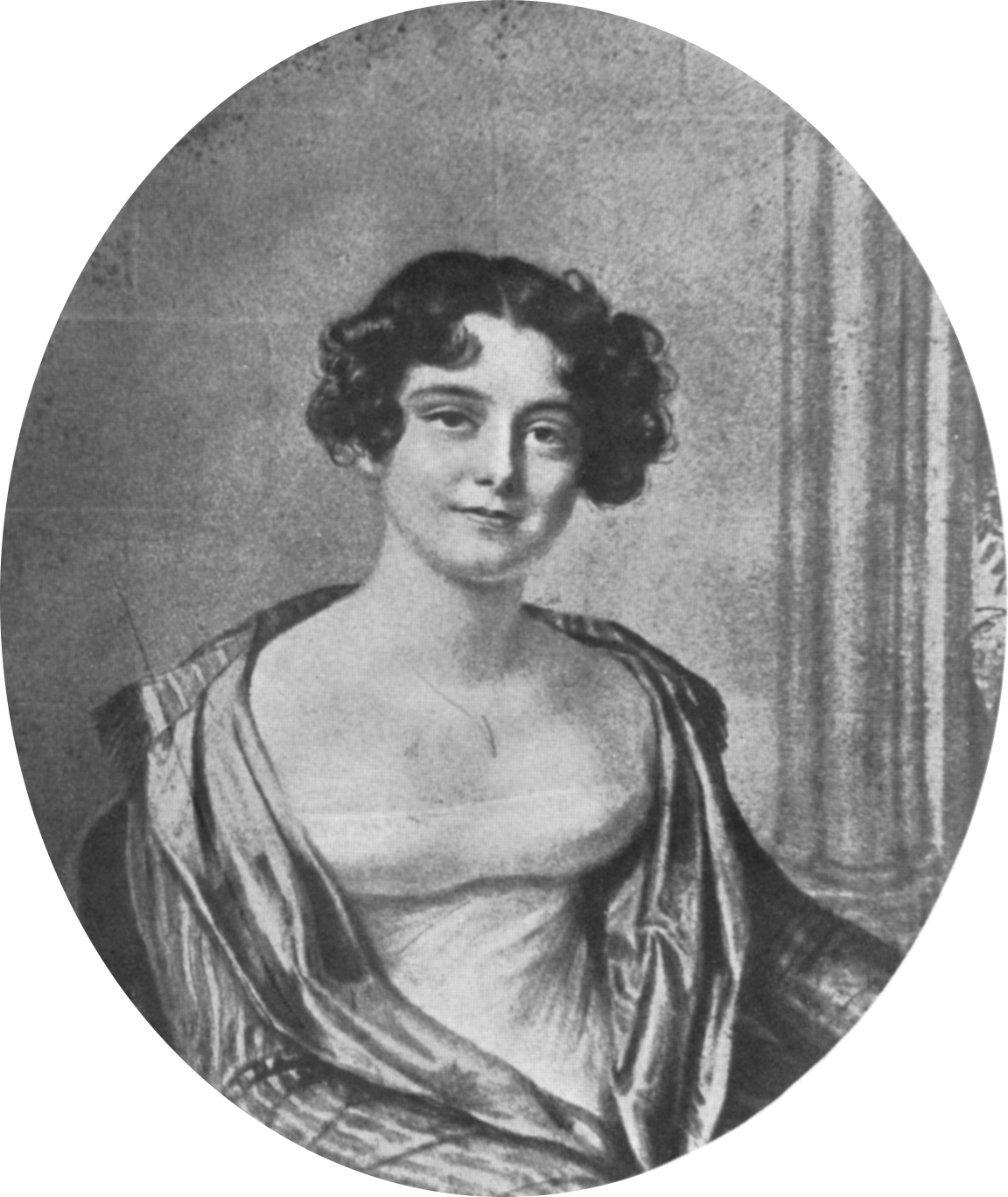
Портрет Джейн Франклін (пізніше леді Франклін) у віці 24-х років, 1815. Вона вийшла заміж за Джона Франкліна 1828 року, за рік до його посвяти в лицарі

Експедиція Франкліна 1845—1847 років або Зникла експедиція Франкліна (англ. Franklin's lost expedition) — експедиція з освоєння Арктики, що проходила під керівництвом сера Джона Франкліна 1845 року. Бувши офіцером Королівського військово-морського флоту і досвідченим дослідником, він брав участь у трьох арктичних проєктах, у двох з них як командир. У віці 59 років Франклін здійснив свою четверту експедицію. Її метою були дослідження невідомої частини Північно-Західного проходу та завершення його відкриття. Однак експедиція на двох суднах зі 129 членами екіпажу, включно зі самим Франкліном, зникла.
Під тиском дружини Франкліна та громадськості Адміралтейство розпочало пошуки лише 1848 року. Почасти завдяки популярності Франкліна, почасти через запропоновану Адміралтейством винагороду до пошуку приєдналося безліч сторонніх експедицій. 1850 року зниклих одночасно шукало одинадцять британських і два американські кораблі. Деякі з них зустрічалися біля острова Бічі, де було знайдено перші сліди експедиції — могили трьох членів її екіпажу.
1854 року лікар і мандрівник Джон Рей під час вивчення топографії канадського узбережжя Північного Льодовитого океану на південь від острова Кінг-Вїльям записав розповіді місцевих ескімосів і отримав із їхніх рук предмети, що належали людям Франкліна. Ґрунтуючись на розповідях ескімосів, Джон Рей першим висловив припущення про канібалізм серед учасників зниклої експедиції, викликавши цим гнів британської громадськості. Зокрема, в гарячу полеміку з Реєм на сторінках британської преси вступив письменник Чарлз Дікенс, який заявив про «принципову неможливість канібалізму серед моряків Королівського британського флоту».
1859 року пошукова експедиція на чолі зі Френсісом Леопольдом Мак-Клінтоком виявила записку, залишену на острові Кінг-Вільям, з детальною інформацією про долю зниклих до весни 1848 року. Пошуки тривали протягом усієї другої половини ХІХ століття. Найбільших успіхів тут досяг у 1860-х роках американський мандрівник і журналіст Чарльз Френсіс Голл, який підтвердив гіпотезу про канібалізм.
1981 року група вчених на чолі з Овеном Бітті, професором антропології з Університету Альберти, розпочала серію наукових досліджень могил, тіл та інших артефактів, які залишила після себе експедиція Франкліна на островах Бічі та Кінг-Вільям. Вони дійшли висновку, що члени екіпажу, могили яких знайдено на острові Бічі, найпевніше, померли від запалення легенів і, можливо, туберкульозу, на тлі загального погіршення здоров'я внаслідок отруєння свинцем через неякісне паяння банок, в яких зберігалося продовольство. Проте пізніше висунуто припущення, що, можливо, джерелом отруєння стали не консерви, а система дистильованого водопостачання, встановлена на кораблях експедиції. Відмітини на людських кістках, виявлених на острові Кінг-Вільям, розглядалися як ознаки канібалізму. Зі сукупних даних усіх дослідників випливає припущення, що причинами смерті всіх членів експедиції стали голод, гіпотермія, отруєння свинцем і хвороби (зокрема, цинга), разом із загальним впливом екстремального зовнішнього середовища за відсутності відповідних умовам одягу та продуктів харчування. У вересні 2014 року, майже через 170 років з моменту зникнення експедиції, канадські вчені знайшли кістяк одного з експедиційних суден — флагмана HMS Erebus, а 3 вересня 2016 року екіпаж науково-дослідного судна «Мартін Бергман» виявив недалеко від острова Бічі в бухті Нунавут добре збережений корпус HMS Terror.
Попри провал експедиції та свідчення канібалізму, вікторіанські ЗМІ представили сера Франкліна героєм. Про нього написано пісні, в рідному місті Франкліна — Спілсбі, в Лондоні та на Тасманії встановлено пам'ятники, а багато географічних об'єктів було названо його ім'ям. 1852 року йому посмертно присвоєно чин контрадмірала.
Зникла експедиція Франкліна є предметом низки художніх творів, серед яких пісні, вірші, оповідання, романи, а також телевізійні документальні фільми.

## Передумови
Спроби європейців знайти короткий північний морський шлях із Європи в Азію робилися ще з часів подорожі Колумба 1492 року і тривали аж до середини XVIII століття, коли було здійснено багато дослідницьких експедицій, що проходили переважно під англійським прапором. Більш-менш успішні з цих подорожей відкривали для європейської географії нові знання про західну півкулю, особливо про Північну Америку. Одночасно з цим зростала увага до канадської Арктики. Мандрівники XVI і XVII століть, такі як Мартін Фробішер, Джон Девіс, Генрі Гудзон, Вільям Баффін, зробили в Північній Америці низку важливих географічних відкриттів. Заснована 1670 року Компанія Гудзонової затоки здійснила самостійні дослідження канадського узбережжя й арктичних морів. У XVIII столітті дослідження продовжили мандрівники Джеймс Найт, Крістофер Міддлтон, Семюель Герн, Джеймс Кук, Александр Маккензі та Джордж Ванкувер. До 1800 року їхні відкриття показали, що остання нерозвідана частина Північно-Західного проходу лежить у помірних широтах між Тихим і Атлантичним океанами.
1804 року сер Джон Барроу став Другим секретарем Адміралтейства і обіймав цю посаду протягом 41 року (за винятком річної перерви 1806—1807 рр.). Він закликав Королівський військово-морський флот завершити географічні дослідження з пошуку Північно-Західного проходу та дослідити можливість досягнення Північного полюса морем. Протягом наступних чотирьох десятиліть такі дослідники, як Джон Росс, Девід Бухан, Вільям Едвард Паррі, Фредерік Вільям Бічі, Джеймс Кларк Росс, Джордж Бак, Пітер Воррен Діз і Томас Сімпсон, зробили істотний внесок у освоєння канадської Арктики. Серед них був і Джон Франклін, командир одного з двох кораблів експедиції, метою якої було досягти Берингової протоки, пройшовши через Північний полюс. У 1819 та 1825 роках він же організував дві сухопутні експедиції арктичним узбережжям Канади.
На 1845 рік, завдяки всім проведеним дослідженням, незвідана частина канадської Арктики зменшилася на карті до чотирикутника площею 181 300 км². Саме в цій області і мав намір здійснити плавання Франклін, пройшовши через протоку Ланкастер, а потім, рухаючись у західному та південному напрямках, обминаючи землю та лід, завершити Північно-Західний прохід. Відстань, яку треба було подолати, становила приблизно 1670 км (1040 миль).

## Підготовка

### Керівник експедиції
Джон Барроу, якому на той момент було 82 роки, вів обговорення про те, хто очолить експедицію, покликану завершити Північно-Західний прохід і, можливо, знайти Полярне море, яке Барроу уявляв, як вільну від льоду акваторію навколо Північного полюса. Спочатку він вибрав Вільяма Паррі, проте на той час той уже втомився від арктичних досліджень і чемно відмовився. Другим був Джеймс Кларк Росс, але він також відмовився оскільки пообіцяв своїй новій дружині більше не ходити в полярні райони. Третю кандидатуру Барроу, Джеймса Фітцджеймса, через надто молодий вік (32 роки) відхилило Адміралтейство. Джон хотів запросити Джорджа Бака, але кандидатура викликала значні суперечки. Ще один кандидат, Френсіс Крозьє, мав занадто низьке походження, та до того ж був ірландцем. Джону Барроу довелося неохоче висунути кандидатуру 59-річного Джона Франкліна. Експедиція мала складатися з двох кораблів, «Еребуса» і «Терора», кожен з яких свого часу ходив до Антарктики під командуванням Джеймса Росса. Фітцджеймса призначено капітаном «Еребуса», а Крозьє, який командував «Терором» ще під час експедиції до Антарктиди з Россом у 1841—1844 роках, — капітаном другого судна. Франклін прийняв команду 7 лютого і отримав офіційні інструкції 2 травня 1845 року.

### Кораблі, команда, провізія
«Еребус» вантажністю 378 тонн (набл.) та «Терор» вантажністю 331 тонна (набл.) були колишніми бомбардирськими судами Королівського військово-морського флоту, перебудованими для плавань у льодах і оснащеними за найсучаснішими стандартами XIX століття. Паровий локомотивний двигун, встановлений на «Еребусі», придбано в Лондон-Грінвічської залізничної компанії, а двигун «Террора», ймовірно, у Лондон-Бірмінгемської. Вони дозволяли кораблям розвивати швидкість до 4 вузлів (7,4 км/год), корпус було додатково укріплено, а гребні гвинти та стерна могли забиратися в металеві ніші для захисту їх від пошкоджень. На кораблях також було встановлено парову опалювальну систему для комфорту екіпажу. Суднова бібліотека включала понад 1200 книг. Було взято трирічний запас провіанту, що включав 36 487 фунтів (16,5 т) галет, 136 656 фунтів (62 т) борошна, по 30 тис. фунтів (13,6 т) засоленої яловичини, свинини та консервованого м'яса. Як протицинготний засіб було взято 9300 фунтів (4,2 т) лимонного соку.
Однак консерви придбано за низькою ціною в постачальника Стівена Голднера, контракт з яким укладено 1 квітня 1845 року, всього за сім тижнів до відплиття експедиції. Голднер мав постачити близько 8000 банок, а тому працював у крайньому поспіху. Банки було запаяно неякісно і, як потім було встановлено, «товсто і недбало, припій стікав униз по внутрішній поверхні, як розплавлений віск».
Здебільшого екіпаж було укомплектовано англійцями, багато з яких були з півночі країни. Однак на борту були присутні також ірландці та шотландці. Крім Франкліна, Крозьє та двох льодових лоцманів, ніхто більше не мав полярного досвіду.

## Зникнення
Вранці 19 травня 1845 року кораблі експедиції залишили причали англійського міста Грінгайт. Екіпаж складався зі 110 матросів та 24 офіцерів. Судна ненадовго зайшли в гавань Стромнесса на Оркнейських островах у північній частині Шотландії, а звідти, у супроводі HMS Rattler і транспортного судна Barretto Junior, відпливли до Гренландії .
На острові Вейлфіш (Whalefish) у затоці Діско на західному узбережжі Гренландії на транспортному судні забито 10 волів, які ним перевозили, а м'ясо передано на «Еребус» і «Терор» для поповнення запасів продовольства. Члени експедиції написали свої останні листи додому. У цих листах, зокрема, йшлося про заборону Франкліна на лайку та пияцтво серед екіпажу. П'ять осіб відраховано зі штату й відправлено на допоміжних суднах, що йшли назад до Англії. Остаточна кількість експедиціонерів становила 129 осіб. Востаннє вони могли бачити європейців, коли на початку серпня 1845 року капітан Даннетт китобійного судна «Принц Уельський» і капітан Роберт Мартін китобійного судна «Ентерпрайз» (Enterprise) зустріли «Еребус» і «Террор» у морі Баффіна, коли ті, пришвартувавшись до криги, чекали на сприятливі умови для перетину протоки Ланкастер.
Протягом наступних 150 років дослідники та багато вчених об'єднували зусилля у спробах зрозуміти, що ж сталося з експедицією Франкліна далі. Люди Франкліна перезимували у 1845—1846 роках на острові Бічі, де троє з них загинули та поховані. Експедиційні судна затерло льодами поблизу острова Кінг-Вільям у вересні 1846 року і більше вони не виходили у відкриті води. Відповідно до записки Фітцджеймса і Крозьє від 25 квітня 1848 року, Франклін помер 11 червня 1847 року. Екіпаж зимував на острові Кінг-Вільям у 1846—1847 та 1847—1848 роках та 26 квітня 1848 року планував вийти з табору та спробувати досягти річки Бак на канадському узбережжі. 15 матросів та дев'ять офіцерів на той час уже померли. Інші загинули в дорозі, більшість — ще на острові, а 30 або 40 осіб — все ж дійшовши до північної частини материка, але опинившись за сотні миль від найближчого житла.

## Ранні пошуки
Після двох років очікування звісток від експедиції суспільство, леді Франклін, члени парламенту та британська преса закликали Адміралтейство відправити в Арктику пошуковий загін. У відповідь Адміралтейство розробило план, здійснення якого розпочато навесні 1848 року.
У травні на пошуки вирушили кораблі HMS Investigator і HMS Enterprise під командуванням сера Джеймса Росса, проте незабаром рятувальна експедиція сама опинилася у вкрай скрутному становищі. На зворотному шляху HMS Investigator виявився затертим льодами, і майже через три роки команда вимушено покинула судно по льоду.
Адміралтейство розробило план експедиції, що мала складатися з трьох груп. Перша сухопутна пошукова група, на чолі з сером Джоном Річардсоном і Джоном Реєм, мала спуститися вниз річкою Маккензі до канадського арктичного узбережжя. Дві інші морські групи мали рухатися з двох різних боків: одна від Канадського арктичного архіпелагу, інша — з боку Тихого океану. Крім того, Адміралтейство запропонувало винагороду в розмірі 20 000 фунтів (близько 1,6 млн фунтів за мірками 2012 року) «будь-якій групі або групам, будь-якій країні, яка допоможе експедиційним суднам під командуванням сера Джона Франкліна». Коли пошукова операція зазнала невдачі, громадський інтерес британців зріс у багато разів. Дехто порівнював пошуки Франкліна за значущістю зі хрестовим походом, інші — складали балади, такі як популярний на той час «Плач Леді Франклін» (Lady Franklin's Lament).
Багато хто приєдналися до пошуку, і 1850 року в канадській Арктиці вже курсувало 11 британських і 2 американських кораблі.
Однією з пошукових ескадр командував капітан Гораціо Остін. На борту одного з її кораблів у чині мічмана також перебував 20-річний Клементс Маркем, майбутній президент Королівського географічного товариства.
Судна залишили гавань 4 травня 1850 року. Після обходу 28 травня найпівденнішої точки Гренландії ескадра рушила на північ, доки її 25 червня не зупинили крижини в затоці Мелвілл. Кораблі вимушено пробули там до 18 серпня, після чого нарешті змогли підійти до протоки Ланкастер — останньої відомої точки маршруту розшукуваної експедиції. Тут вони розійшлися для пошуку слідів зниклих. 23 серпня капітан одного з пошукових кораблів побачив піраміду з каміння та розкидані навколо порожні консервні банки, на яких значилося ім'я Голднер. Разом із ще деякими дрібними частинами кинутого обладнання ці знахідки були першими зі всіх знайдених слідів експедиції Франкліна. Кілька днів по тому, на острові Бічі, група натрапила на три могили, які виявилися місцем поховання членів екіпажу Франкліна — Джона Торрінгтона, Джона Гартнелла і Вільяма Брейна, які померли в січні—квітні 1846 року. Після зимівлі здійснено низку санних походів у пошуках інших слідів експедиції, але нічого, крім уже знайдених могил і зимівкового табору 1845—1846 років, не виявлено. Після повернення в Англію Адміралтейство взялося різко критикувати Гораціо Остіна, звинувативши в некомпетентності. Клементс Маркем видав книгу «Слідами Франкліна» (Franklin's Footsteps), де спробував відстояти честь капітана.
Навесні 1851 року пасажири та члени екіпажу кількох суден спостерігали біля узбережжя Ньюфаундленду величезний айсберг із двома вмерзлими в нього суднами — одне з них стояло прямо, інше — з креном. Докладно суден не роздивилися, проте було висловлено припущення, що це могли бути кораблі «Еребус» і «Терор», хоча все ж таки, ймовірніше, це були судна китобоїв.
У 1851—1852 роках для пошуків Джона Франкліна споряджено експедицію, яку очолив Вільям Кеннеді. Він відкрив протоку Белло, через яку попрямував на захід, до острова Принца Уельського, і проплив навколо нього до мису Вокер. Вважаючи протоку Піла на південь від протоки Белло закритою, він не попрямував далі на південь, де, можливо, натрапив би й на судна Франкліна, а повернувся до Англії.

## Пошуки на суходолі

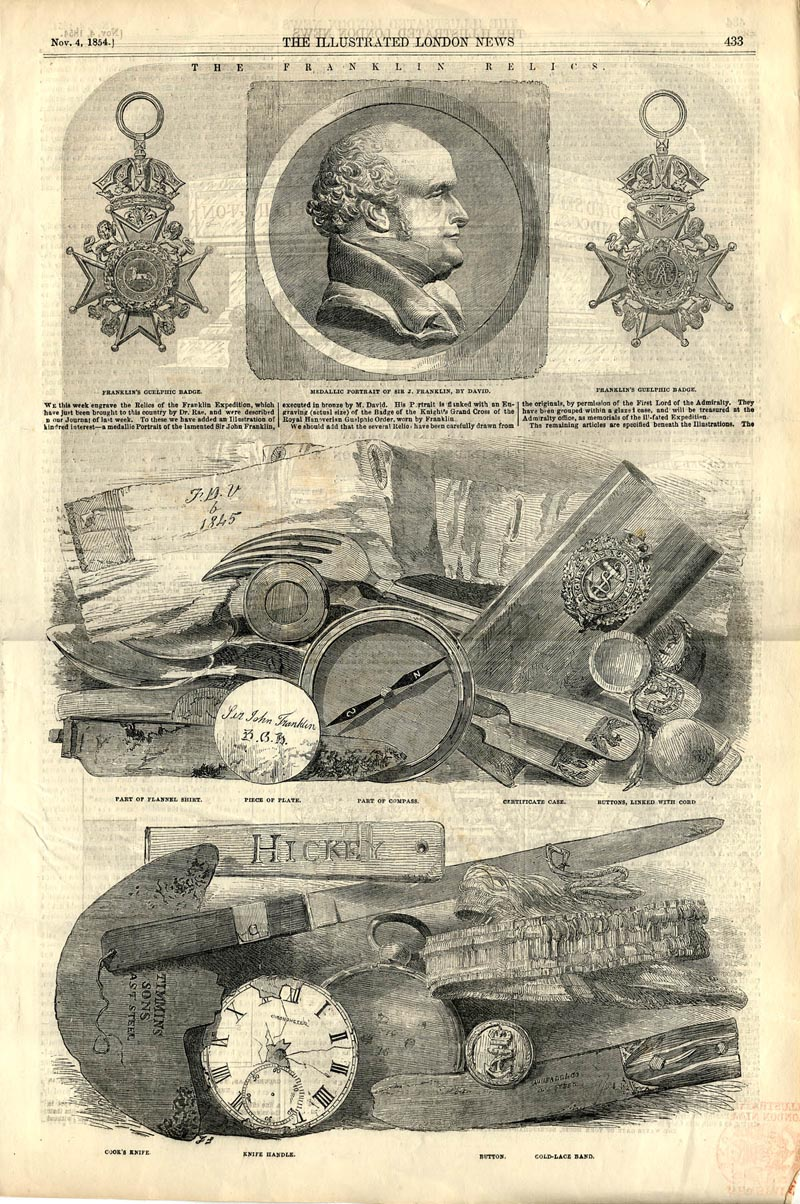
Предмети експедиції Франкліна, Illustrated London News, 1854

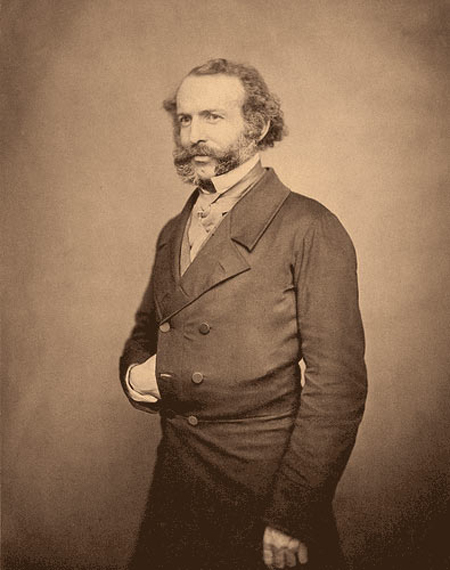
Джон Рей першим отримав із рук ескімосів предмети експедиції і повідомив у звіті про голод і факти канібалізму серед членів екіпажу, що вмирали

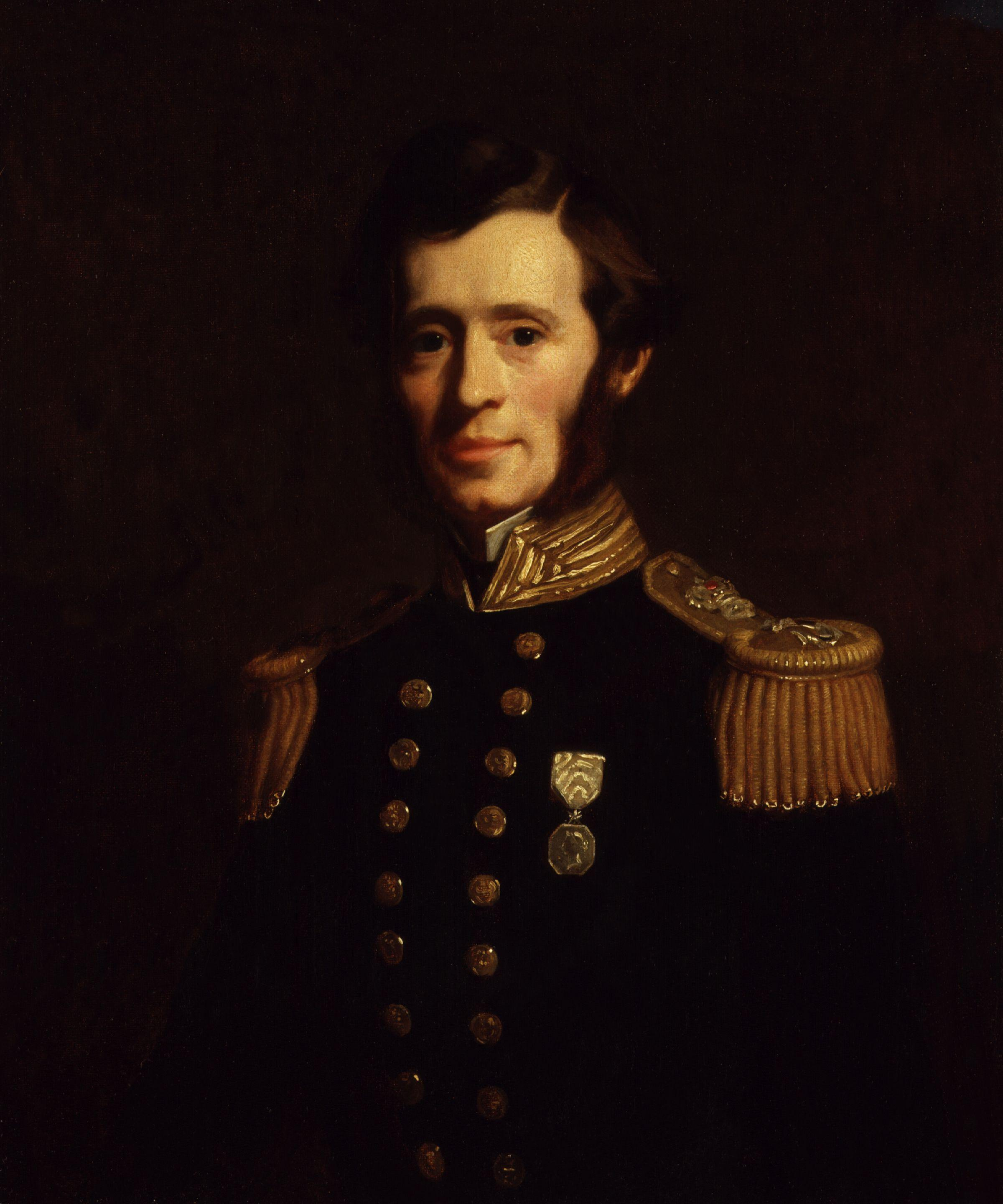
Сер Френсіс Леопольд Мак-Клінток

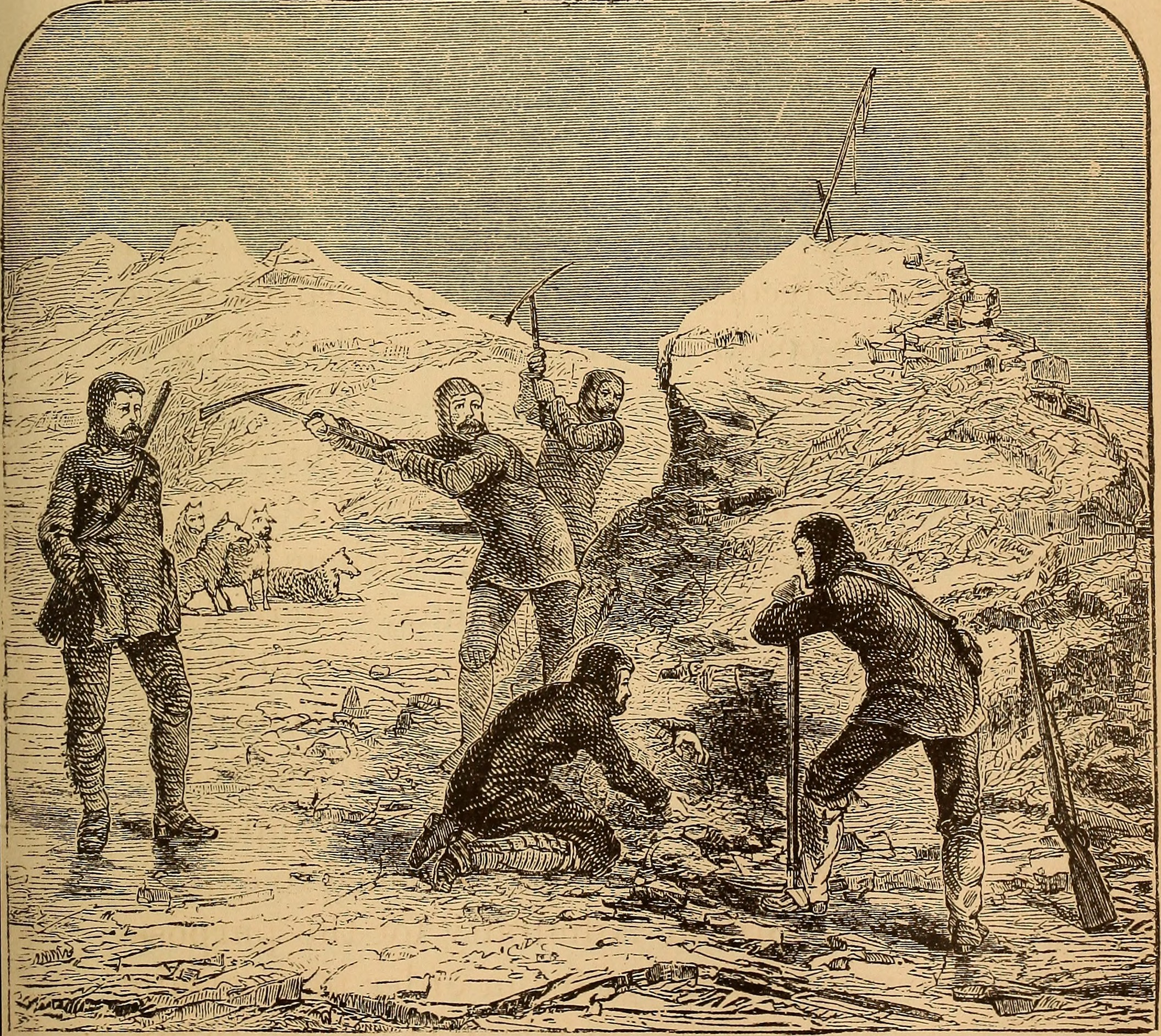
Виявлення кам'яної піраміди експедиції Франкліна. Малюнок із видання «Зона вічної мерзлоти та її дослідники», 1874 рік

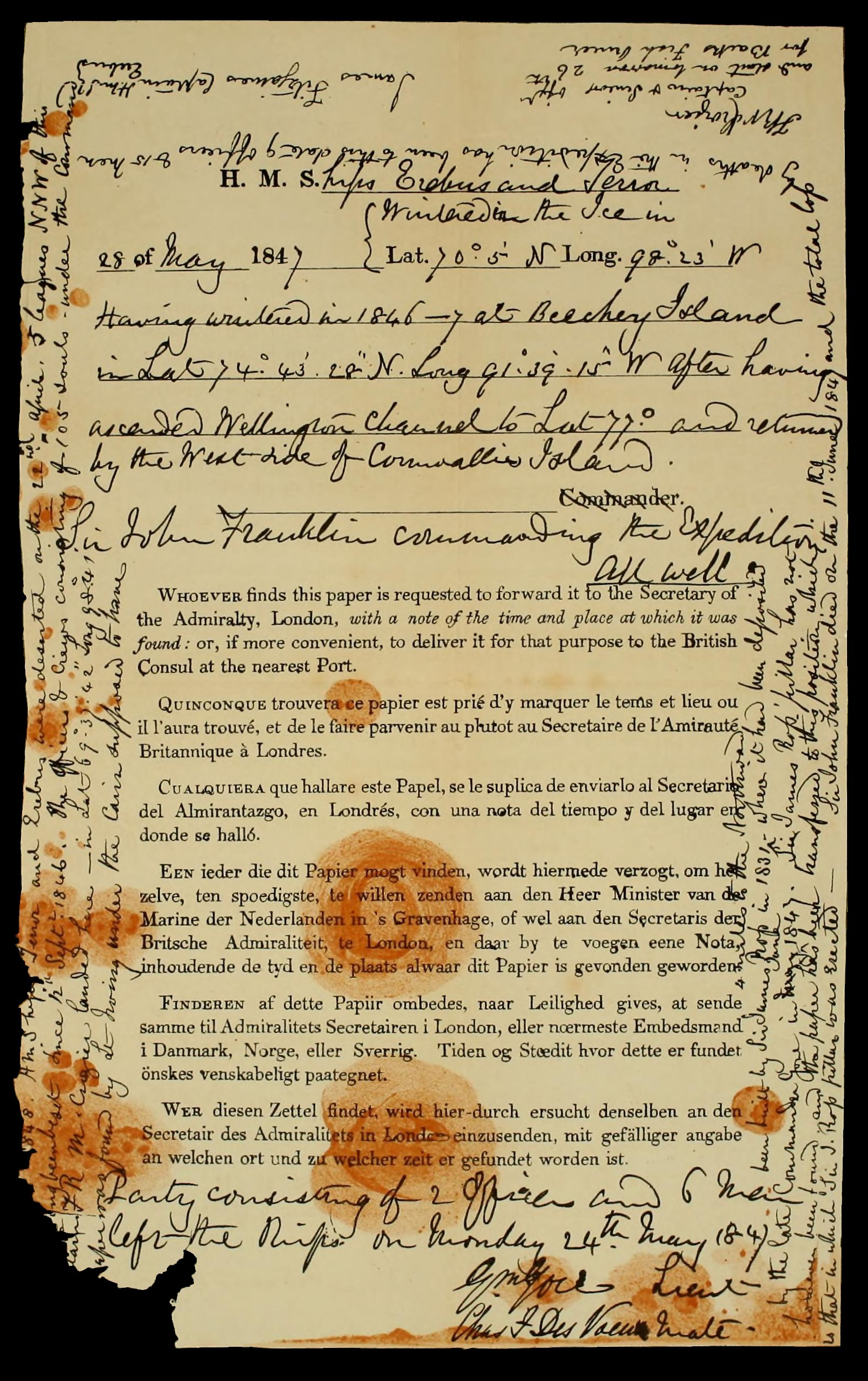
Записка, яку Мак-Клінток знайшов у травні 1859 року в піраміді на острові Кінг-Вільям, у якій частково викладено долю експедиції.

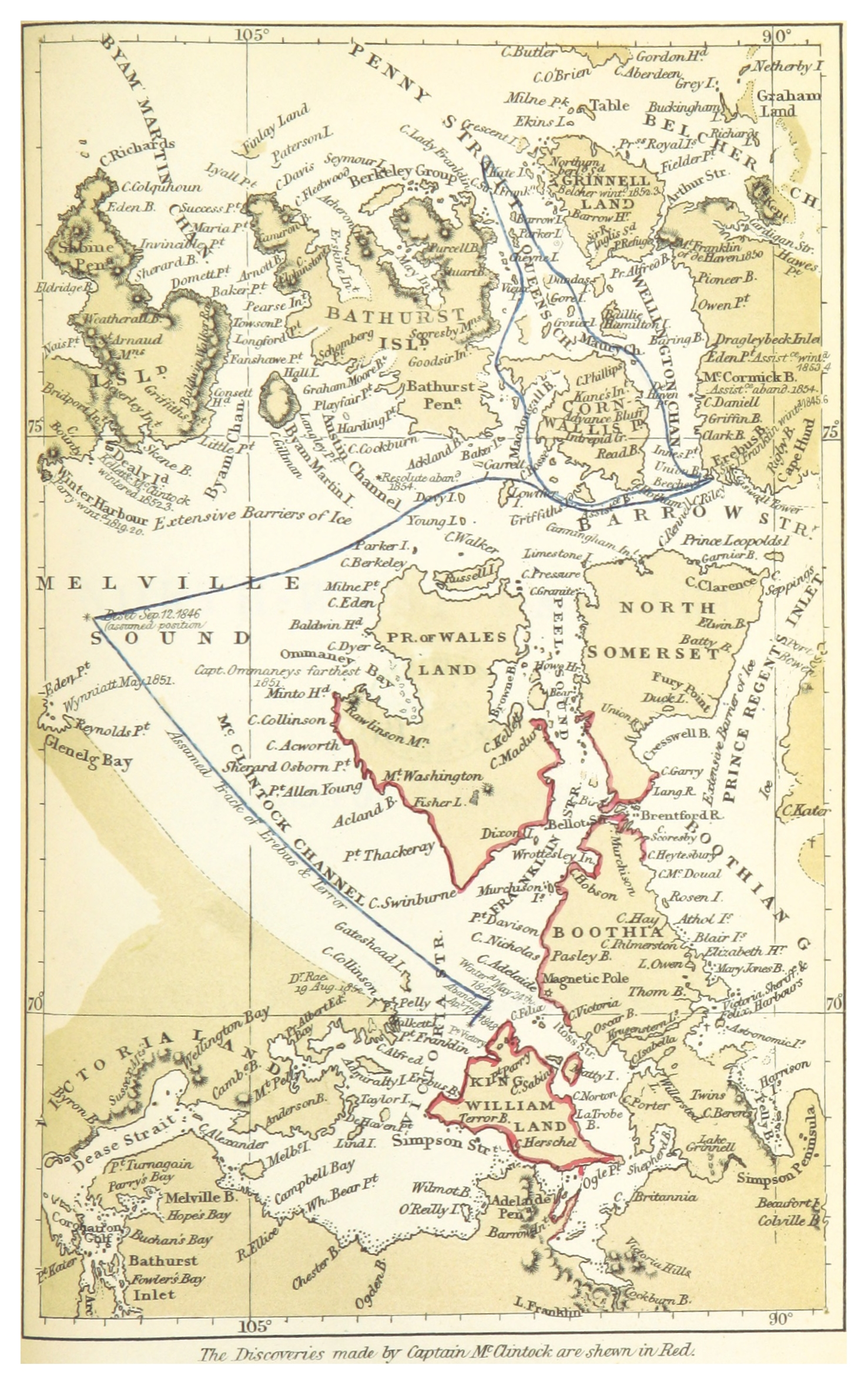
Карта пошуків експедиції Франкліна, яку склав Мак-Клінток (1860)

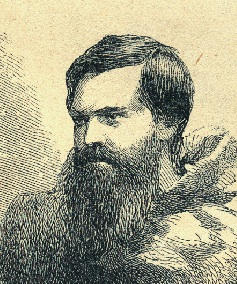
Чарльз Френсіс Голл

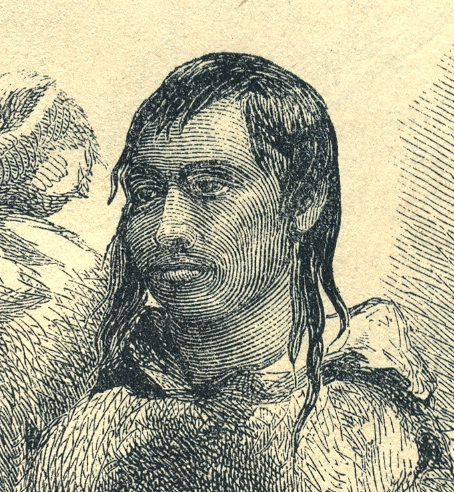
Ескімос Ебірбінг (Ebierbing), який допомагав у пошуках Френсісу Голлу та Фредерік Шватка

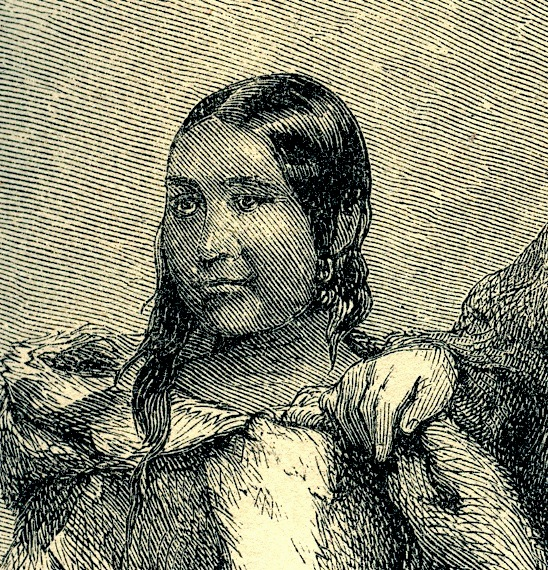
Ескімоска Тукуліто (Tookoolito), яка допомагала у пошуках Френсісу Голлу та Фредеріку Сватці

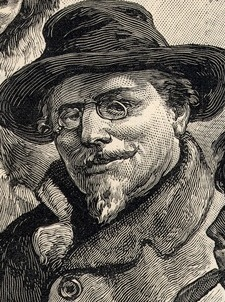
Фредерік Шватка

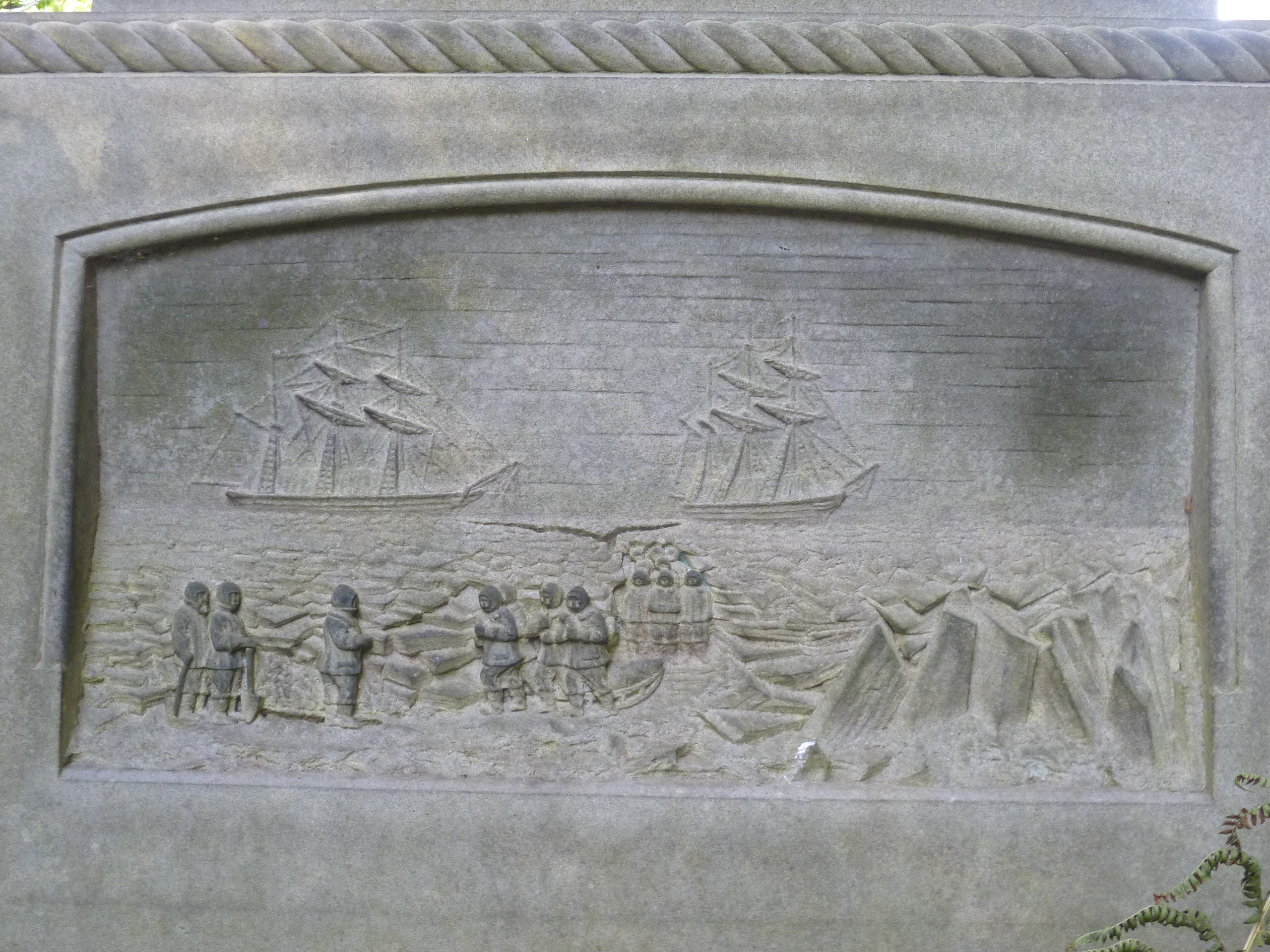
Надгробний пам'ятник лейтенанта Джон Ірвінг (офіцер), чиє тіло знайдено та перевезено до Единбурга для перепоховання 1881 року

1854 року лікар і мандрівник Джон Рей, під час дослідження півострова Бутія для Компанії Гудзонової затоки, зустрів 21 квітня в Пеллі Бей (нині Кугарек, Нунавут) ескімоса, який розповів йому про 35-40 білих людей, що померли від голоду в гирлі річки Бак. Інші ескімоси підтвердили цю історію, доповнивши її також повідомленнями про факти канібалізму серед моряків. Вони показали Рею багато артефактів, ідентифікованих як належні Франкліну та його людям. Зокрема, Рей викупив кілька виделок та срібних ножів, які, згідно з проведеною після ідентифікацією, належали Фітцджеймсу, Крозьє, Франкліну та Роберту Осмеру Сардженту з «Еребуса».
Джон Рей направив звіт до Адміралтейства. Після того, як факти, зазначені в ньому, проникли в пресу, вдова Джона Франкліна, Джейн Франклін, була вкрай обурена і ображена і схилила на свій бік багатьох впливових людей. Зокрема, Чарлз Дікенс написав кілька статей проти Джона Рея, який посмів припустити, що британські моряки могли опуститися до канібалізму. Однак, попри протест Джейн Франклін, доктору Рею виплачено обіцяну Адміралтейством нагороду — 10 000 фунтів.
Адміралтейство в жовтні 1854 року закликало Компанію Гудзонової затоки направити до річки Бак нову експедицію для пошуку інших слідів зниклих. Джеймс Андерсон та співробітник компанії Джеймс Стюарт вирушили на північ у гирло річки на каное. У липні 1855 року група ескімосів розповіла їм про загін білих людей (qallunaat), які померли від голоду на узбережжі. У серпні Андерсон і Стюарт на острові Монреаль у гирлі річки знайшли шматок дерева з написом «Erebus», інший напис говорив — «м-р Стенлі» (С. Стенлі був хірургом на борту «Еребуса»).
Попри знахідки Рея і Андерсона, Адміралтейство більше не планувало продовжувати пошуків, зокрема через Кримську війну з Росією. Британія 31 березня 1854 року офіційно ухвалила, що члени екіпажу експедиції Франкліна загинули при виконанні службового обов'язку. Леді Франклін, не зумівши переконати уряд фінансувати нові експедиції, особисто надіслала ще одну пошукову експедицію під керівництвом Френсіса Леопольда Мак-Клінтока. Експедиційне судно, парова 177-тонна шхуна Fox, куплене за відкритою підпискою, відпливло з Абердіна 2 липня 1857 року.

У квітні 1859 року санні партії вирушили з борту Fox для пошуків на землі острова Кінг-Вільям. 5 травня партія на чолі з лейтенантом Королівських військово-морських сил Вільямом Гобсоном у складеній з каменів піраміді знайшла документ, залишений Крозьє і Фітцджеймсом. Він складався з двох повідомлень. Перше, датоване 28 травня 1847 року:

28 травня 1847 року. Кораблі Її Величності «Еребус» і «Террор» зимували во льоду під 70° 5' пн. ш. і 98° 23' з. д.

Зиму 1846—1847 року провели біля острова Бічі під 74° 43’ 28" пн. ш. і 91° 39’ 15" з. д., попередньо піднявшись протокою Веллінгтона до 77° північної широти та повернувшись західним боком острова Корнуолліс.

Експедицією командує сер Джон Франклін. Все в порядку.

Партія з двох офіцерів та шести матросів залишила корабель у понеділок 24 травня 1847 року.

—Грем Гор, командер, Чарльз Ф. Дево, помічник.
Оригінальний текст (англ.)
28 of May 1847 H.M.Ships Erebus and Terror Wintered in the Ice in Lat. 70°5'N Long. 98°.23'W 

Having wintered in 1846-7 at Beechey Island in Lat 74°43'28"N Long 91°39'15"W 

After having ascended Wellington Channel to Lat 77° and returned by the West side of Cornwallis Island.
 
Sir John Franklin commanding the Expedition. All well 

Party consisting of 2 Officers and 6 Men left the ships on Monday 24th May 1847.

—Gm. Gore, Lieut., Chas. F. DesVoeux, Mate

Дату зимівлі біля острова Бічі чомусь у записці зазначено з помилкою — насправді, «Еребус» і «Террор» провели там попередню зиму, 1845—1846 років. Друге, пізніше, плутане і зловісне повідомлення було написано на полях того самого аркуша паперу:

25 квітня 1848 року. Кораблі Її Величності «Еребус» і «Террор» залишено 22 квітня за 5 ліг на північ-північ-захід від цього місця, бувши затертими льодами від 12 вересня 1846 року. Офіцери та команда у складі 105 осіб під командуванням капітана Ф. Р. М. Крозьє отаборилися тут, під 69°37'42" пн. ш. і 98°41' з. д. 
Цю записку лейтенант Ірвінг знайшов під гурієм, який, припускають, скла сер Джеймс Росс 1831 року за 4 милі на північ, куди її в травні 1847 року помістив покійний лейтенант Гор. Однак, оскільки не вдалося знайти щоглу-орієнтир сера Джеймса Росса, записку перенесено на це місце, де було встановлено щоглу сера Дж. Росса.
—Сер Джон Франклін помер 11 червня 1847 року, загальні втрати експедиції зараз 9 офіцерів і 15 матросів.
—Джеймс Фітцджеймс, капітан корабля Її Величності «Еребус», Ф. Р. М. Крозьє, капітан і старший офіцер. Завтра виступаємо на Рибну річку Бака.
Оригінальний текст (англ.)
25th April 1848 HMShips Terror and Erebus were deserted on the 22nd April 5 leagues NNW of this having been beset since 12th Sept 1846. The officers and crews consisting of 105 souls under the command of Captain F. R. M. Crozier landed here—in Lat. 69°37'42" Long. 98°41'
This paper was found by Lt. Irving under the cairn supposed to have been built by Sir James Ross in 1831—4 miles to the Northward—where it had been deposited by the late Commander Gore in May 1847. 
Sir James Ross' pillar has not however been found and the paper has been transferred to this position which is that in which Sir J. Ross' pillar was erected
—Sir John Franklin died on the 11th of June 1847 and the total loss by deaths in the Expedition has been to this date 9 officers and 15 men.
—James Fitzjames Captain HMS Erebus F. R. M. Crozier Captain & Senior Offr And start on tomorrow 26th for Backs Fish River

Експедиція Мак-Клінтока також виявила на південному узбережжі острова Кінг-Вільям людський скелет. При ньому знайдено документи, серед яких посвідчення моряка, видане на ім'я Гаррі Пеглара 1808 року народження, старшини носової верхньої команди. Однак, оскільки на скелеті була уніформа стюарда судна, то вірогідніше, що скелет належав Томасу Армітажу, управителю корабельної зброярні та другу Пеглара, чию роботу він іноді виконував. При скелеті знайдено блокнот із записами, зробленими його господарем і, мабуть, ще одним невідомим учасником походу. Записи стосувалися долі експедиції, але розібрати їх було складно: з якоїсь причини всі вони були написані задом наперед і закінчувалися великими літерами, містили багато орфографічних помилок, а розділові знаки були відсутні повністю. На одному з аркушів згадано Затоку-віко (англ. lid bay), початок іншого аркуша фразою «О, Смерте, де твоє жало…» нагадував фрагмент поминальної служби. На зворотному боці записи зроблено по колу, а посередині міститься фраза «Табір Терору порожній» (англ. Terror — жах або страх, а також назва одного з кораблів).
В іншому місці, на західному боці острова, Гобсон виявив шлюпку з двома скелетами та деякими предметами, що належали членам експедиції. У човні були черевики, шовкові хустки, запашне мило, губки, гребінці, багато книг, швейне приладдя, матроські рукавички, зведені та заряджені рушниці, різноманітні ножі, два рулони листового свинцю та інші предмети, на думку капітана Мак-Клінтока, дуже дивні та малопридатні в арктичних санних походах. На звороті однієї з книг, «Християнські мелодії» (англ. Christian Melodies), був дарчий напис, адресований якомусь GG (можливо, лейтенанту Грему Гору). Сам човен мав довжину 28 футів (8,53 м), ширину 7 футів 3 дюйми (2,14 м) і був споряджений для походу під вітрилом. Човен мав вагу приблизно 700—800 фунтів (317—362 кг) і лежав на важких санях, вага яких була не менше 650 фунтів (295 кг). Із провізії був чай та 40 фунтів (18 кг) шоколаду. Також знайдено тютюн і порожню бляшанку з-під пемікану. На ній стояла позначка E, яка, ймовірно, позначала приналежність до «Еребуса». На восьми із 26 столових приладів стояв герб Франкліна, на решті — герби інших офіцерів (крім однієї великої вилки без позначки). П'ять предметів належали офіцерам «Еребуса» — Грему Гору, Ле Весконту, Феєрголму, Коучу та Гудсіру. Три інші предмети — офіцерам «Терору»: Крозьє (чайна ложка), Горнбі та Томасу. Приналежність ще трьох речей, серед яких велика вилка і три предмети із зображенням пугача, залишилася невстановленою. Мак-Клінток був також здивований, що було знайдено лише два скелети, хоча, судячи з кількості речей, команда човна складалася з 20—30 осіб. Сани були спрямовані на північний схід. Мак-Клінток припустив, що двох людей залишили з човном, саньми і великою кількістю речей, щоб ті спробували повернутися назад до кораблів, тоді як основна група рушила далі. Мак-Клінток зі своїми людьми вирушив далі на північний захід і дійшов до краю суші — мису, який багато років тому сер Джеймс Рос назвав мисом Франкліна. Мак-Клінток записав розповіді ескімосів, у яких, серед іншого, говорилося про два кораблі, що сидять на мілині, але нічого подібного виявлено не було.
Дві інші експедиції, що проходили між 1860 і 1869 роками під керівництвом Чарльза Френсіса Голла, який мешкав разом з ескімосами біля затоки Фробішер на землі Баффіна, а потім — у Бухті відсічі канадського узбережжя, виявили табори, могили та на південному узбережжі острова Кінг-Вільям — людські останки. Френсіс Голл був упевнений, що жодна людина з експедиції Франкліна не вижила і шукати тих, хто вижив, серед ескімосів, не має сенсу. Хоча він і дійшов такого висновку, але вважав, що під кам'яними пірамідами ще можна знайти інші звіти, подібні до знайденого раніше. За допомоги своїх помічників, ескімосів Ебірбінга (Ebierbing) та Тукуліто (Tookoolito), Френсіс Голл зібрав сотні сторінок свідчень та розповідей. Були записи про відвідини ескімосами одного з кораблів Франкліна та про зустріч із групою білих людей на південному узбережжі острова Кінг-Вільям поблизу затоки Вашингтона. Хоча багато вчених ставили розповіді під сумнів, але в 1990-х роках їх скрупульозно дослідив Девід С. Вудман і пізніше поклав у основу двох його книг, «Розкриваючи таємницю Франкліна» (англ. Unravelling the Franklin Mystery, 1992) та «Чужі серед нас» (англ. Strangers Among Us, 1995), в яких спробував реконструювати останні місяці експедиції.
Сподіваючись знайти ще якісь письмові свідчення долі людей Франкліна, лейтенант армії США Фредерік Шватка організував між 1878 та 1880 роками ще одну експедицію на острів. Дійшовши на шхуні Eothen до Гудзонової затоки, він зібрав команду, серед якої були й ескімоси, які колись допомагали Френсісу Голлу. Вирушивши далі на північ на «трьох санях, із запряженими в них більш ніж сорока собаками, відносно невеликим обсягом продовольства, але з великою кількістю зброї та боєприпасів», Шватка записував розповіді, відвідував відомі та ймовірні точки маршруту експедиції, а також місце зимівлі на острові Кінг-Вільям. У ході експедиції знайдено скелет лейтенанта Джона Ірвінга.
Хоча Шватці й не вдалося знайти бажаних документів, але у своїй промові на обіді, який 1880 року на його честь дало Американське географічне товариство, він заявив, що його експедиція здійснила «найдовший санний похід із будь-коли здійснених, як за відстанню, так і за витраченим часом» (11 місяців та 4 дні, 4360 км). Також він зазначив, що це була перша експедиція в Арктику білих людей, у якій вони повністю покладалися на харчування, ідентичне харчування ескімосів.
Експедиція Шватки не виявила жодних слідів Франкліна на південь від місця, званого Бухтою Голоду, на півострові Аделейд. Воно розташоване значно північніше від заявленої мети Крозьє, річки Бак, і за сотні миль від найближчого форпосту західної цивілізації на Великому Невільничому озері.
Вудман у своїх записах розповідей ескімосів повідомляє, що між 1852 і 1858 роками Крозьє і ще одного члена екіпажу нібито помітили ескімоси в районі Бейкер-Лейк, приблизно за 400 км на південь від того місця, де 1948 року Фарлі Моует знайшов «дуже стару піраміду, не схожу на звичайні ескімоські споруди», усередині якої лежали уламки дерев'яного короба, скріплені «ластівчиним хвостом».
У 1903—1905 роках експедиція під керівництвом Руаля Амундсена провела на острові Кінг-Вільям два роки. Згідно з відомостями Амундсена, наведеними в його записках «Плавання Північно-Західним проходом на судні Йоа», члени експедиції знайшли непоховані останки двох людей Франкліна чи навіть поховали самостійно.
У жовтні 1923 року експедиція данського мандрівника Кнуда Расмуссена, ґрунтуючись на розповідях місцевих ескімосів, також знайшла останки кількох членів експедиції Франкліна в Кавдлунарсіорфіці на східному березі півострова Аделейд. Мандрівники зібрали всі кістки, поставили над ними гурій і підняли два приспущені прапори — англійський і данський.
1930 року уряд Канади організував повітряну пошукову експедицію. 1967 року, серед інших, естафету підхопили канадські збройні сили. Обидва заходи не мали успіху, не було знайдено нічого.

## Наукові експедиції

### Розкопки на острові Кінг-Вільям (1981—1982)
У червні 1981 року професор антропології Університету Альберти Оуен Бітті розпочав Проєкт судової антропології експедиції Франкліна (Franklin Expedition Forensic Anthropology Project, FEFAP). Команда та польові помічники Бітті вирушили з Едмонтона на острів Кінг-Вільям до його західного узбережжя, повторивши шлях, який 132 роки тому пройшли люди Франкліна. Учасники проєкту сподівалися знайти артефакти та людські останки, щоб, дослідивши їх сучасними методами криміналістики, встановити особи загиблих та причини смерті 129 членів екіпажу.
Хоча група й виявила багато археологічних знахідок, а також добре збережені розчленовані останки, Бітті був розчарований, що не зміг знайти більшого. Вивчення кісток показало наявність гострого дефіциту вітаміну C, що є причиною цинги. Після повернення в Едмонтон Бітті спільно з арктичним археологом Джеймсом Савелом виявив на стегновій кістці одного з кістяків подряпини та засічки, тоді як череп був проломлений. Це стало першим науковим підтвердженням фактів канібалізму, про які розповідали ескімоси і припущення яких містилися у звіті доктора Рея.
У пошуках інформації про стан здоров'я та раціону екіпажу Франкліна на момент смерті Оуен Бітті надіслав зразки кісток для проведення елементного аналізу в лабораторію, а сам тим часом зібрав нову групу, щоб ще раз відвідати острів Кінг-Вільям. Результати аналізу були несподіваними: у кістках містилося 226 ppm свинцю, що майже в 10 разів перевищувало вміст свинцю в контрольних зразках, взятих у скелета ескімоса (26—36 ppm). Мас-спектрометричний (ICP-MS), а також рентгенофлуоресцентний аналізи показали вміст свинцю в межах 49-204 ppm.
У червні 1982 року групу, що складалася з Бітті, Вальта Ковалла, аспіранта в галузі антропології Університету Альберти, Арне Карлсона, студента археології та географії з Університету Саймона Фрейзера в Британській Колумбії, і Арсена Тангіліка, студента-ескімоса й помічника в польових роботах, доставлено на західний берег острова. Там вони спробували відновити деякі кроки їх експедицій Мак-Клінтока і Шватки 1859 і 1878—1879 років. У районі, де група Мак-Клінтока виявила човен, знайдено останки 6—14 людей. Також знайдено чобіт із шипами, встановленими для кращого пересування по льоду.

### Розкопки та ексгумація тіл на острові Бічі (1984, 1986)

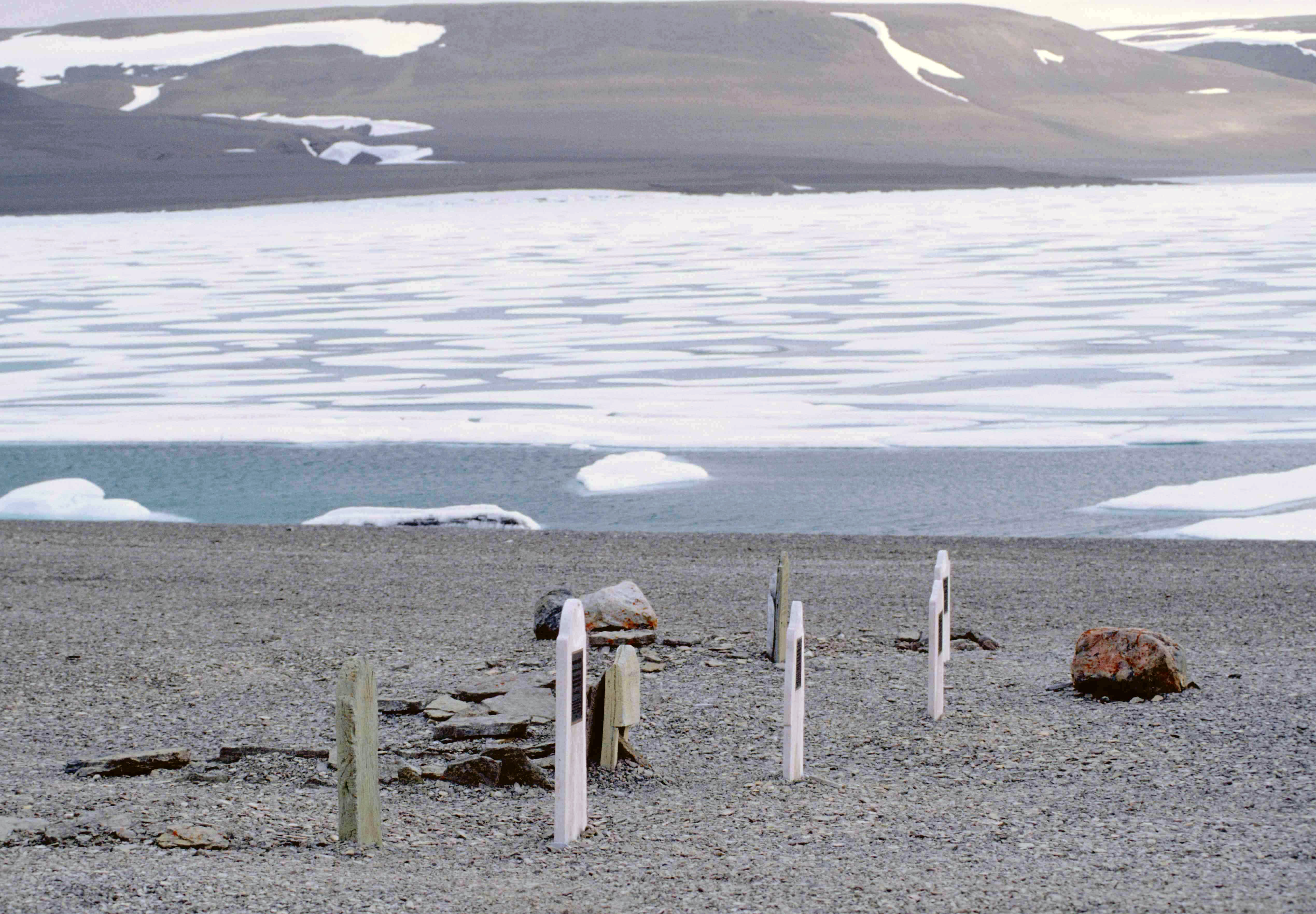
Могили на острові Бічі, 1997 рік

Після повернення в Едмонтон 1982 року та ознайомлення з результатами аналізів зразків, отриманих в експедиції 1981 року, Бітті поставив за мету знайти причину такого сильного відхилення від норми вмісту в кістках свинцю. Підозра впала на свинцевий припій, використаний для герметизації банок із консервами, на свинцеву фольгу, якою було викладено інші ємності для зберігання їжі, харчові барвники, тютюнові вироби, олов'яний посуд. Бітті став підозрювати, що до смерті екіпажу могло призвести отруєння свинцем, посилене наслідками цинги. Однак цю теорію можна було перевірити лише криміналістичною експертизою при аналізі м'яких тканин, які були відсутні. Бітті вирішив розкрити могили на острові Бічі.
Після отримання офіційного дозволу на ексгумацію група Бітті у серпні 1984 року відвідала острів для розкриття могил трьох членів екіпажу Франкліна. Першою відкрито могилу кочегара Джона Торрінгтона. Після завершення розкриття могили Торрінгтона, ексгумації та короткого огляду Джона Гартнелла група через погіршення погоди змушена була повернутися до Едмонтона, взявши з собою зразки кісток та м'яких тканин. Елементний аналіз кісток і волосся Торрінгтона показав, що матрос «зазнавав важких психічних і фізичних проблем, викликаних отруєнням свинцем». Розтин показав, що причиною смерті стало запалення легень, проте отруєння свинцем було названо одним із супутніх факторів.
Під час експедиції група відвідала місце, розташоване приблизно за 1 км на північ від могил, для вивчення фрагментів сотень консервних банок, що залишилися після експедиції Франкліна. Бітті зазначив, що пайка на них була виконана неякісно і з використанням свинцевого припою, який, імовірно, перебував у прямому контакті з їжею. Оприлюднення результатів і фотографія 138-річного трупа Торрінгтона, який добре зберігся у вічній мерзлоті, привели до широкого висвітлення у ЗМІ та відродження суспільного інтересу до зниклої експедиції Франкліна.

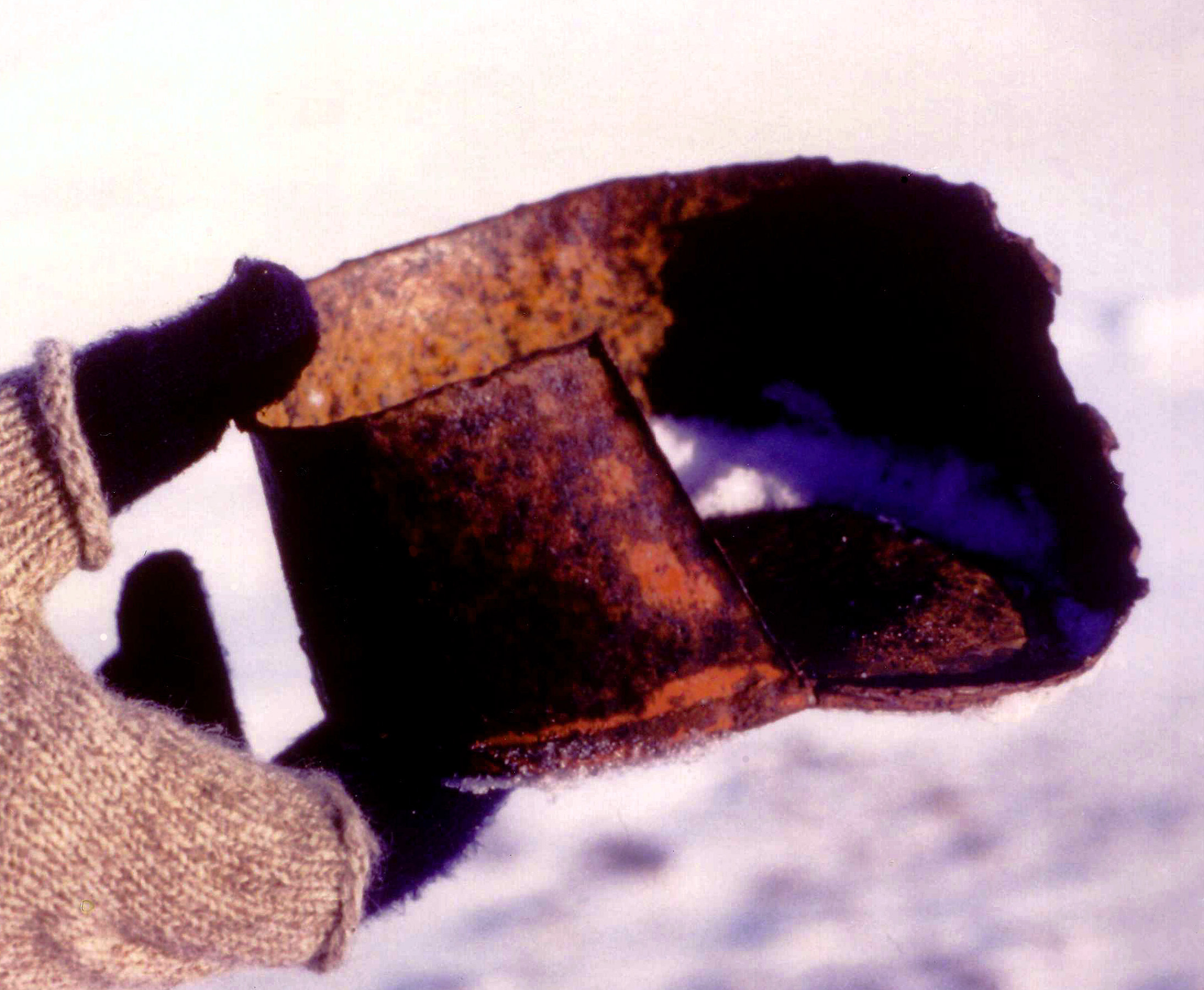
Консервні банки Голднера — одна з можливих причин отруєння свинцем членів експедиції

Проведені пізніше дослідження показали, що ще одним потенційним джерелом свинцю, можливо, були корабельні опріснювальні системи, а не консервні банки. К. Фаррер стверджував, що «неможливо уявити, як можна було з'їдати разом із консервами по 3,3 мг свинцю на день протягом восьми місяців, необхідних для підвищення PbB до рівня 80 мкг/дл, за якого в дорослих починають з'являтися симптоми отруєння свинцем. Припущення про наявність свинцю в кістках дорослих при надходженні його з їжею протягом кількох місяців, або навіть трьох років, видається навряд чи логічним». Крім того, на той час консерви використовувалися в Королівському військово-морському флоті повсюдно, але ніде більше не було зафіксовано масових випадків отруєння свинцем. Спеціально для цієї експедиції на кораблях встановили парові машини, як допоміжні силові установки. Для пароутворення їм потрібно близько однієї тонни прісної води за годину. Цілком імовірно, що саме з цієї причини було також встановлено унікальну систему дистиляції води, яка, з урахуванням матеріалів, що використовувалися на той час, дала б багато води з дуже високим умістом свинцю. Вільям Баттерсбі стверджував, що це значно ймовірніше спричинило високий рівень свинцю в останках членів екіпажу, ніж неякісно виготовлені консервні банки.
Подальший огляд могил здійснено 1986 року. Знімальна група фіксувала події, що пізніше стало матеріалом для епізоду «Похований у льоду» (англ. Buried in Ice) документального телесеріалу Nova, випущеного 1988 року. У складних умовах Дерек Нотман, радіолог та лікар з Університету Міннесоти, а також технік-радіолог Ларрі Андерсон зробили багато рентгенівських знімків тіл до їх розтину. Також у розслідуванні допомогли фахівець з арктичного одягу Барбара Швегер і патологоанатом Роджер Емі.
Ще Бітті зі своєю командою зауважив, що хтось намагався ексгумувати тіло Гартнелла раніше. Сильним ударом кирки було пошкоджено дерев'яну кришку труни, а також була відсутня одна з дощок. Дослідження в Едмонтоні пізніше показали, що сер Едвард Белчер, командир однієї з пошукових експедицій, наказав ексгумувати Гартнелла в жовтні 1852 року, але зазнав невдачі через вічну мерзлоту. Через місяць Едварду Інглфілду, командиру іншої експедиції, вдалося дістати тіло, при цьому знявши одну з дощок труни.
На відміну від могили Гартнелла, могила Вільяма Брейна залишилася переважно недоторканою. Під час ексгумації дослідники дійшли висновку, що поховання проводилося поспіхом. Руки, тіло й голова не були розміщені в труні як годиться, а одна з частин одягу була одягнена задом наперед . Труна була для нього надто малою, кришка тиснула на ніс. Кришку прикрашала велика мідна табличка з ім'ям та іншими вигравіюваними на ній особистими даними.

### Розкопки NgLj-2 (1992)
1992 року команда археологів та криміналістів прибула на місце, яке надалі вони позначали як NgLj-2. Воно розташоване на західному узбережжі острова Кінг Вільям і відповідає фізичному опису Леопольда Мак-Клінтока місця виявлення човна з двома скелетами. Під час розкопок знайдено близько 400 кісток та їх фрагментів, а також багато дрібних предметів. Після вивчення кісток, Енн Кінленсайд, експертка-криміналістка експедиції, зробила висновок про підвищений вміст у них свинцю та наявність багатьох міток, що "відповідають розчленуванню ". Після завершення цієї експедиції думка, що принаймні деякі з членів екіпажу Франкліна вдалися до канібалізму, стала загальновизнаною.

### Пошуки місця аварії корабля (1992—1993)
1992 року автор книг про експедицію Франкліна Девід С. Вудман за допомоги експерта з магнітометрії Бреда Нельсона організував проєкт «Ootjoolik» для пошуку місця аварії корабля в прибережних водах півострова Аделейд, ґрунтуючись на оповіданнях ескімосів. У пошуках взяли участь літак Національної дослідницької ради та літак Канадських патрульних сил, кожен оснащений магнітометром. З висоти 61 м обстежено значну площу на захід від Grant Point та відзначено понад 60 гаданих цілей. П'ять із них визнано за характеристиками найбільш схожими на останки кораблів Франкліна.
1993 року доктор Джо Макінніс та Девід Вудман спробували визначити найперспективніші об'єкти. Зафрахтований літак доставив вчених у три заздалегідь визначених місця, де вони пробурили свердловини і опустили гідролокатор для отримання зображення морського дна. Але через льодову обстановку та неточну навігацію проробити отвори в потрібних місцях не вдалося, гідролокатором нічого знайдено не було.

### Обстеження острова Кінг-Вільям (1994—1995)
1994 року Вудман організував і очолив пошукову експедицію, яка обстежила значну площу від Коллінсона до мису Вікторії у пошуках «кам'яного склепу», інформація про який містилася в оповіді одного з ескімосів. 10 людей проводили пошуки протягом 10 днів за підтримки Канадського географічного товариства. Телекомпанія CBC зняла документальний фільм «Focus North». Жодних слідів «склепу» не виявлено.
1995 року організовано спільну експедицію Вудмана, Джорджа Гобсона та американського авантюриста Стівена Трефтона. Вона складалася із трьох незалежних груп. Загін Трефтона вирушив на острів Кларенс, щоб знайти «піраміду, побудовану білими людьми», відомості про яку були в розповідях ескімосів. Нічого знайдено не було. Партія доктора Гобсона у супроводі археологині Маргарет Бертуллі досліджувала «літній табір», знайдений за кілька кілометрів на південь від мису Фелікс. Виявлено деякі незначні артефакти. Група Вудмана вирушила на південь від Волл-Бей до мису Вікторії, попутно досліджуючи всі можливі місця таборів експедиції Франкліна вздовж узбережжя, але виявила лише кілька іржавих банок і раніше невідомий табір біля мису Марії Луїзи.

### Пошуки місця аварії корабля (1997—2010)
1997 року експедиція «Franklin 150», організована канадською телекомпанією Eco-Nova, використала для вивчення найпріоритетніших цілей, визначених 1992 року, сонар. Археолог Роберт Греньє, Маргарет Бертуллі і Вудман виступили як історики експедиції. Операція проводилася з борту криголама Laurier канадської Служби берегової охорони. Обстежено близько 40 км2 біля острова Керкуолл, але безрезультатно. Коли біля узбережжя невеликого острівця на північ від острова О'Рейллі було знайдено невеликі предмети та аркуші міді, пошуки змістили в ту область, але повноцінному проведенню подальших робіт завадила погана погода. Телекомпанія Eco-Nova випустила документальний фільм «Таємниці океанів: пошук втраченого флоту» (англ. Oceans of Mystery: Search for the Lost Fleet).
2000 року Джеймс Дельгадо з Морського музею Ванкувера організував на патрульному судні Nadon історичну реконструкцію проходження Північно-Західного проходу. Знаючи, що лід затримає судно поблизу острова Кінг-Вільям, він запропонував своїм друзям, Гобсону та Вудману, використати його для гідроакустичних пошуків уламків із застосуванням бортового сонара Kongsberg/Simrad SM2000. На території та навколо острова Керкуолл нічого знайдено не було.
Для обстеження знайдених раніше нерівностей морського дна Вудман організував три експедиції. Він сам спонсорував експедицію 2001 року, а канадець ірландського походження спонсорував дві інші — 2002 та 2004 років. За допомогою саней зі встановленим на них магнітометром 2001 року завершено обстеження північної області пошуків (острів Керкволл), а в 2002 та 2004 роках — всієї південної області острова О'Рейллі. Під час обстеження сонаром виявилися, що всі визначені магнітометром пріоритетні цілі мають геологічне походження. У 2002 і 2004 роках на узбережжі невеликого острова на північ від острова О'Рейллі знайдені дрібні артефакти зниклої експедиції.
На серпень 2008 року планeвав нову пошукову експедицію Роберт Греньє, старший археолог Парків Канади. Він сподівався за кращої льодової обстановки у відкритій воді обстежити дно за допомогою гідролокатора бічного огляду, встановленого на човні. У пошуках також мав узяти участь криголам CCGS Sir Wilfrid Laurier, а лише перший шеститижневий сезон (із трьох запланованих) мав коштувати 75 000 канадських доларів. Греньє також хотів перевірити нещодавно опубліковані розповіді ескімосів, які зібрала й записала історик Дороті Гарлі Ебер. У деяких із них говорилося, що одне зі суден Франкліна перебувало поблизу острова Роял-Джеографікал-Сосайєті, тобто в тому місці, де раніше ніяких пошуків не проводилося. Штат експедиції мав включати місцевого ескімоса-історика Луї Камукака, який свого часу знайшов предмети експедиції Франкліна і знав культуру місцевих корінних народів. Пошук мав також підкріпити претензії Канади на суверенітет над значною частиною Арктики. Однак того ж року уряд Канади скасував пошуки через наявність пріоритетніших дослідницьких завдань на той рік. У серпні того ж року про намір провести пошуки з використанням сучасного обладнання оголосив незалежний дослідник Роб Рондау. Однак, через деякий час, він відмовився від своїх слів, коли уряд Нунавуту вказав на можливість кримінального переслідування під час проведення археологічних робіт без отримання спеціального дозволу, оскільки Парками Канади вважають уламки національними історичними пам'ятками. Коментувати подію Рондау відмовився, пославшись на договір про нерозголошення, підписаний з Discovery Channel. В отриманні дозволу відмовлено через малий досвід Рондау в морській археології та відсутність консультацій зі місцевими громадами ескімосів.
25 липня 2010 року в західній частині канадської Арктики на мілководді затоки Милосердя біля північного узбережжя острова Банкс найденио крабель HMS Investigator, який колись був затертий льодами і вимушено вийшов із пошуків експедиції Франкліна у853 роцку Команда дослідників із Парків Канади повідомила, що корабель добре зберігся і зперебуваєна глибині близько 11 м.

### Експедиція до протоки Вікторія (2014—2015) та виявлення кораблів
7 вересня 2014 року у східній частині затоки Квін-Мод, на захід від острова О'Рейлі, члени експедиції знайшли снасть одного з двох кораблів Франкліна. Пошукова експедиція складалася з п'яти суден, обладнаних сонарами. Фотографії знахідки, виявленої на глибині 11 м, зроблено за допомогою дистанційно керованого підводного апарата.
Пізніше стало відомо, що це — затонулий корабель HMS Erebus. 6 листопада 2014 року піднято судновий дзвін, на якому написано назву.
У квітні 2015 року археологи, за підтримки канадських військових водолазів, дослідили останки затонулого корабля та підняли 14 предметів, серед яких гармата вагою 309 кг.
13 вересня 2016 року ЗМІ повідомили про виявлення фахівцями Arctic Research Foundation затонулого HMS Terror.
У грудні 2022 року підводні археологи агентства «Парки Канади» розкрили і ретельно дослідили офіцерські каюти на «Еребусі», піднявши на поверхню, загалом, 275 артефактів, які докладно ілюструють повсякденне життя і побут моряків британського флоту.

### Інші дослідження
2010 року мандрівник і телеведучий Беар Гріллз пройшов на двох жорстких надувних човнах (RIB) «Arctic Wolf» Північно-Західним проходом з метою привернути громадську увагу до проблеми зміни клімату та сподівання зібрати гроші для дитячої благодійної організації «Global Angels». На північ від острова Кінг-Вільям у протоці Веллінгтон, де будь-які інші судна неодмінно сіли б на мілину, група зупинилася на ночівлю на безіменному острові — невеликій безплідній ділянці суходолу, яка височіла над рівнем моря всього на 8, і мала ширину близько 200 метрів. Там виявлено людські кістки, череп, шматки тканини, ніж із китової кістки, залишки щогл. Гріллз припустив, що знайдені уламки належать не грот-щоглі корабля, а скоріше щоглам корабельних ботів, оснащених для плавання під вітрилами. Знайдено також кілька місць, обкладених камінням, які, цілком можливо, могли бути місцями встановлення наметів. Північна частина острова зберегла сліди великої пожежі, підніжна скеля почорніла. Виходячи з цього, було висунуто припущення, що, можливо, люди розпалили велике сигнальне багаття з деревини своїх човнів, марно очікуючи порятунку з півночі. Тим часом не встановлено, кому належать останки: членам екіпажу Франкліна, які знову вирушили на північ, сподіваючись зустріти рятувальників, ескімосам або невідомій групі китобоїв. Беар, «який виріс на фольклорі про Франкліна та його зниклий екіпаж», записав у щоденнику:
Якщо ви голодні, і навколо вмирають люди, ви, безсумнівно, палитимете деревину ваших човнів у останній спробі бути поміченими, або, принаймні, щоб зігрітися, поки остаточно не закінчаться продукти харчування.— Беар Гріллз
Понад 10 років проходили дослідження в рамках проєкту FEFAP. В результаті обстеження артефактів і людських останків на островах Бічі та Кінг-Вільям зроблено висновок, що на острові Бічі члени екіпажу померли, ймовірно, від запалення легень і, можливо, від туберкульозу . Токсикологічні звіти вказують на отруєння свинцем як ще один імовірний фактор, що призвів до смерті. Проведене розкриття виявило на кістках мітки, які прийнято вважати ознаками канібалізму. Зроблено припущення, що причиною смерті всіх членів експедиції Франкліна стало поєднання холоду, голоду, цинги, пневмонії, туберкульозу, посилених отруєнням свинцем.
Пізніші дослідження спростували гіпотезу про отруєння свинцем як причину смерті членів експедиції. Завершене 2018 року порівняльне дослідження виявило приблизно однаковий вміст свинцю в тілах моряків британського королівського флоту, які служили в різних місцях, зокрема й померлих від старості. Більш того, до кінця життя моряків експедиції Франкліна питомий вміст свинцю в їхніх тілах знизився. Одночасно вчені з'ясували, що багато моряків експедиції були хворими на туберкульоз.
Найвірогідніший причинно-наслідковий ланцюжок, що призвів до смерті людей, такий: цинга спричинила послаблення імунітету, через що в людей важче протікали захворювання, і безпосередніми причинами смерті стали туберкульоз і пневмонія, а вплив хронічного отруєння свинцем незначний.

## Інші фактори
Франклін вибрав для проходження маршрут уздовж західного узбережжя острова Кінг-Вільям, тоді як маршрут уздовж східного узбережжя влітку завжди вільний від льоду. Його пізніше використав Руаль Амундсен у своєму успішному плаванні через Північно-Західний морський прохід на яхті «Йоа». Експедиція Франкліна, яка залишалася блокованою льодами в протоці Вікторії протягом двох зим, була погано оснащеною і не навченою для пересування суходолом. Частина екіпажу на південь від залишених кораблів взяла в санний похід безліч непотрібних для виживання в Арктиці предметів, які, як зазначив Мак-Клінток , були просто важкими, могли принести мало користі і, дуже ймовірно, виснажили сили людей у санному поході. Крім того, деякі дослідники звинуватили Франкліна в зарозумілості, вважаючи, що він за бажання міг би звернутися по допомогу до ескімосів або запозичити їхні способи виживання. Так, журналіст і біограф полярних дослідників Роланд Гантфорд висловив думку, що Франкліну «завадила абсурдна непристосованість, що стала наслідком негнучкості мислення і невміння адаптуватися до обставин».

## Історична спадщина
Найвизначнішим результатом експедиції Франкліна стали обстеження та нанесення на карту тисяч миль уздовж берегової лінії, які здійснили численні експедиції з її розшуку. Річард Кіріакс зазначив, що «втрата експедиції, ймовірно, принесла значно більше [географічних] знань, ніж її успішне повернення». Однак те, що сталося, значно знизило зацікавленість Адміралтейства в освоєнні Арктики. Багато років розділили експедицію Франкліна і наступну арктичну експедицію, надіслану під командуванням Джорджа Нерса до Північного полюса. Захід Нерса завершився невдачею, і його заява, що до Північного полюса «проходу немає», поклала край участі Королівського військово-морського флоту в арктичних дослідженнях. Успішне плавання в 1903—1905 роках Руаля Амундсена на судні «Йоа» поклало край багатовіковим спробам завершити проходження Північно-Західним проходом.

## Культурна спадщина

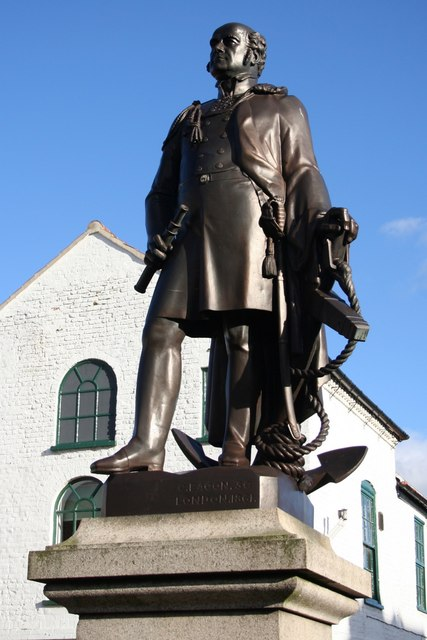
Статуя Франкліна в його рідному місті Спілсбі, Англія, 2008 рік

Протягом багатьох років після зникнення експедиції вікторіанські засоби масової інформації представляли Джона Франкліна героєм. Гравіювання на постаменті статуї в рідному місті Франкліна свідчить: «Сер Джон Франклін — першовідкривач Північно-Західного проходу». Аналогічні написи є на статуях у Лондоні та Тасманії. Хоча доля експедиції, зокрема й можливі факти канібалізму, широко обговорювалася в пресі, ставлення до Франкліна громадськості залишалося незмінним. Експедиція стала предметом численних творів наукової літератури, серед яких дві книги Кена Макгугана: «Фатальний прохід» (Fatal Passage) та «Помста леді Франклін» (Lady Franklin's Revenge).
1992 року територію передбачуваної аварії кораблів експедиції внесено до списку Національних історичних місць Канади. Після виявлення 2015 року останків «Еребуса» місце затонулого корабля включено до системи парків Канади.
Огорнута таємницями остання експедиція Франкліна стала предметом багатьох науково-популярних фільмів. 2005 року вийшов на екрани двосерійний документальний телефільм «Пошуки Північно-Західного проходу» (The Search for the Northwest Passage), перша серія якого присвячена експедиції Франкліна. 2006 року побачив світ епізод «Проходження Арктики» (Arctic Passage) канадського документального телесеріалу Nova, а 2007 року — фільм «Втрачена експедиція Франкліна» (Franklin's Lost Expedition) телеканалу Discovery HD Theatre. 2008 року канадське телебачення випустило документальний фільм «Прохід» (Passage). 2009 року на телеканалі ITV1 в серії документальних фільмів «Billy Connolly: Journey to the Edge of the World» вийшов епізод, в якому ведучий Коннолі зі своєю командою відвідав острів Бічі. У фільмі докладно розказано про хід та долю експедиції.
На згадку про загиблих названо одну з територій Північно-Західних територій Канади — Округ Франкліна. Проте, 1999 року цю територіальну одиницю скасовано.
29 жовтня 2009 року в каплиці колишнього Військово-морського коледжу Гринвіча відбувся спеціальний молебень, проведений для освячення нового пам'ятника Франкліну. Служба також включала урочисту церемонію перепоховання останків лейтенанта Генрі Томаса Дандаса Ле Весконта, доставлених до Англії 1873 року. У заході взяли участь члени міжнародної полярної спільноти, а також запрошені гості: відомі мандрівники, фотографи, письменники, нащадки Франкліна, капітана Крозьє та інших учасників як зниклої експедиції, так і пошукових кампаній. Серед них були нащадки Френсіса Леопольда Мак-Клінтока, контр-адмірала сера Джона Росса, віце-адмірала сера Роберта Мак-Клура та інших. Військово-морський флот представляв адмірал Нік Вілкінсон, молебень служив єпископ Вулвіцький, також був присутній Дункан Вілсон, виконавчий директор Фонду Грінвіч (Greenwich Foundation), та Джеймс Райт, верховний комісар Канади. Захід, організований товариством Polarworld і верховним комісаром Канади у Сполученому королівстві, проходив під керуванням Джеремі Фроста та полярного історика Г'ю Льюїс-Джонсона.. Захід був присвячений також внеску Великої Британії в дослідження півночі Канади та всім жертвам гонитви за географічними відкриттями.

### Відбиття в мистецтві
Від 1850-х років донині остання експедиція Франкліна надихає авторів численних літературних творів. Серед перших була п'єса «The Frozen Deep», яку написав Вілкі Коллінз спільно з Чарлзом Дікенсом. На початку 1857 року її ставили в будинку Дікенса, а також у Королівській картинній галереї, зокрема й перед королевою Вікторією. Для широкого загалу постановка демонструвалася в Manchester Trade Union Hall. 1859 року новина про смерть Франкліна надихнула багатьох поетів на написання елегій, одна з яких належала перу Алджернона Свінберна.
1860 року в Лондоні видано поему «The fate of Franklin», що стала літературним дебютом майбутнього відомого романіста Річарда Додріджа Блекмора.

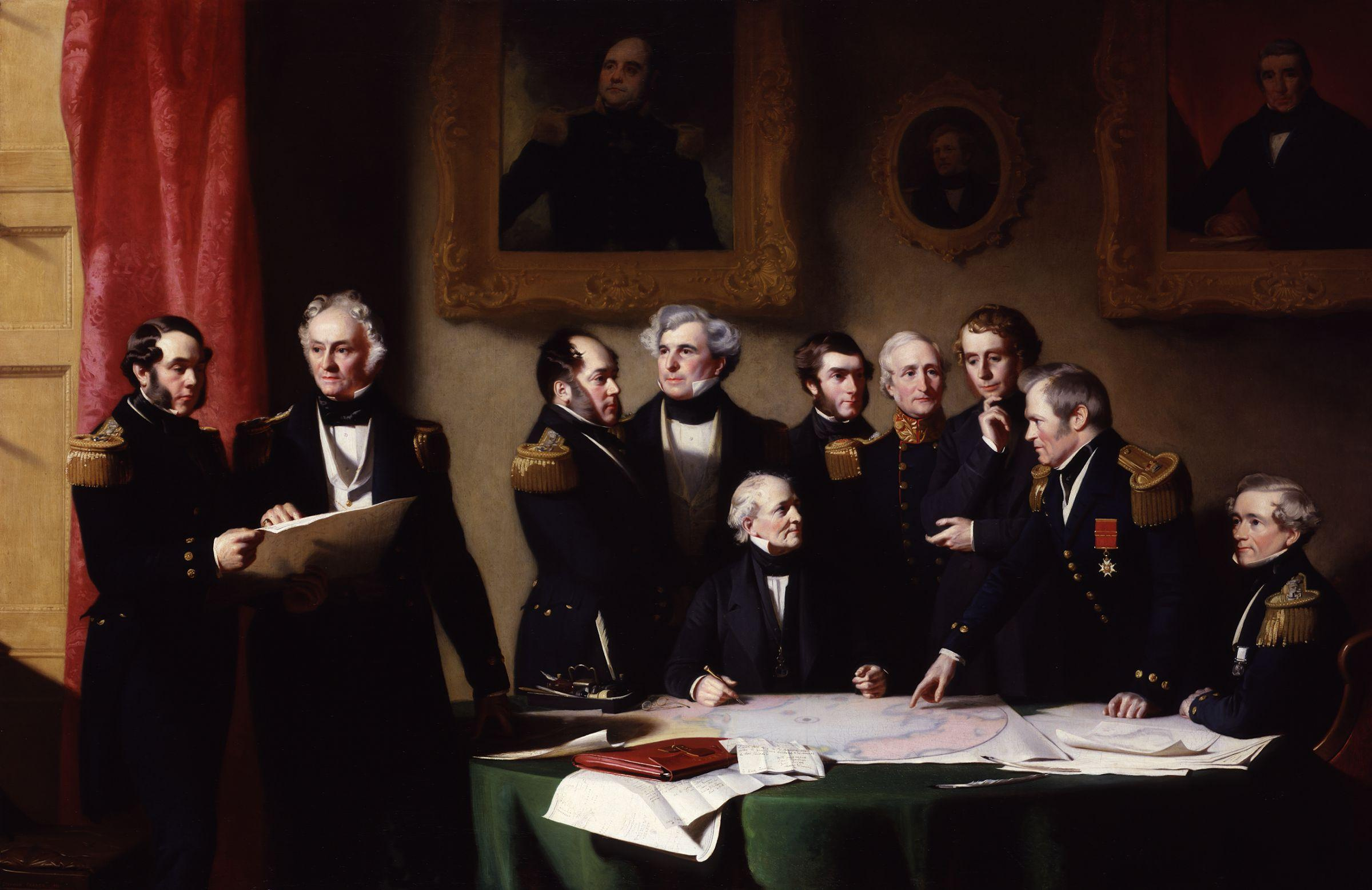
«Арктична рада планує пошуки сера Джона Франкліна», Стівен Пірс, 1851

Художні обробки історії експедиції Франкліна започаткував Жуль Верн романом «Подорож і пригоди капітана Геттераса» (1866), у якому головний герой виявляє на Північному полюсі величезний вулкан. Німецький письменник Стен Надольни в романі «Відкриття повільності» (Die Entdeckung der Langsamkeit,) описує життя Франкліна і лише коротко — його останню експедицію. Серед інших обробок — роман «Solomon Gursky Was Here» Мордекая Річлера, «Рушниці» (The Rifles, 1994) Вільяма Волманна, «North With Franklin: Journals of James Fitzjames» Джона Вілсона (1999).
Роман Дена Сіммонса «Терор», уперше виданий 2007 року, номіновано на Британську премію фентезі за 2008 рік. Роман, який докладно реконструює історію загибелі зниклої експедиції, включає і фантастичні елементи: так, капітан Френсіс Крозьє в книзі має дар ясновидіння, а учасників експедиції переслідує демонічний білий ведмідь Туунбак, якому інуїти поклоняються як богу. Роман екранізовано у вигляді серіалу «Терор», випущеного 2018 року на американському телеканалі AMC.
Експедиція також стала предметом сюжету кампанії The Walker in the Wastes для настільної рольової гри в жанрі жаху «Поклик Ктулху». 2008 року Клайв Касслер закінчив роман «Arctic Drift», у сюжеті якого пригодам Франкліна відведено центральне місце. 2009 року вийшов друком роман Річарда Фланагана «Wanting», у якому описано службу Франкліна в Тасманії та його арктичні експедиції. 12 січня 2012 року BBC Radio 4 транслювало радіоп'єсу під назвою «Еребус» (The Erebus), засновану на подіях експедиції Франкліна.
Остання експедиція Франкліна стала основою для створення багатьох музичних творів, починаючи з балади «Плач леді Франклін» (Lady Franklin's Lament), також відомої як «Лорд Франклін» (Lord Franklin), написаної в 1850-х роках і виконаної десятками артистів, серед яких Мартін Карті, групи Pentangle та Pearlfishers, Шинейд О'Коннор, Джон Волш та Хелавіса. Також експедицію Франкліна представлено в піснях I'm Already There британського рок-гурту Fairport Convention та Frozen Man Джеймса Тейлора (написана під враженням від фотографії Оуена Бітті трупа Торрінгтона).

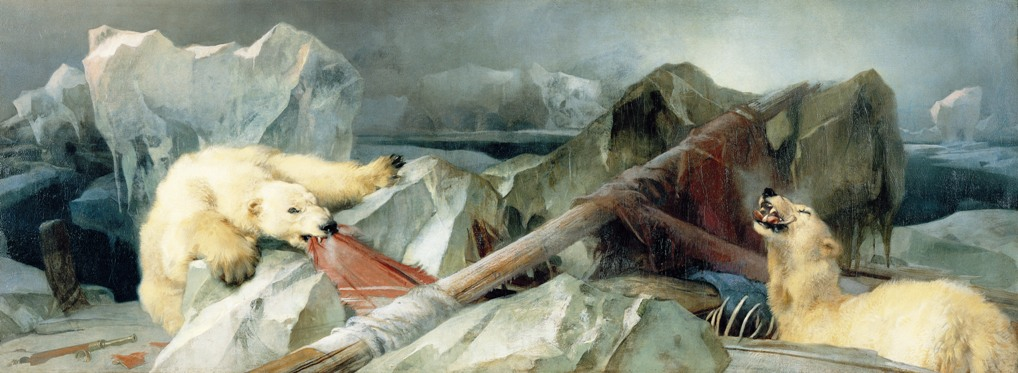
« Чоловік мислить, а Бог радить», Едвін Лендсір, 1864 рік

Вплив експедиції Франкліна на канадську літературу був особливо значним. Серед найвідоміших сучасних балад — «Північно-Західний прохід» (Northwest Passage) Стена Роджерса (1981), яка стала одним із неофіційних гімнів Канади. Канадська письменниця Маргарет Етвуд також висловила думку, що експедиція Франкліна є свого роду національним міфом Канади. У 1960-х роках на радіо Канадської радіомовної корпорації транслювалася п'єса «Терор і Еребус» (Terror and Erebus) Гвендолін Мак'юен. 2003 року вийшов вірш Дейвіда Солвея «Прохід Франкліна» (Franklin's Passage), який згодом здобув Велику книжкову премію Монреаля.
В образотворчому мистецтві зникнення експедиції надихнуло багатьох художників із Великої Британії та США на написання низки картин. 1861 року Фредерік Едвін Черч представив публіці велике полотно «Айсберги». Наприкінці 1862 або на початку 1863 року, ще до прийняття картини на виставку в Англії, він додав до неї зображення зламаної щогли, віддаючи шану Франкліну. 1864 року сер Едвін Лендсір намалював картину «Чоловік мислить, а Бог радить», яку представлено на щорічній виставці в Королівській академії. На ній зображено двох білих ведмедів, один із яких рве корабельний прапор, а інший — гризе людське ребро. Картину розкритикували за поганий смак художника, але досі вона залишається одним із найсильніших художніх втілень долі загиблої експедиції Франкліна. Під впливом експедиції створено численні популярні гравюри та ілюстрації, а також безліч панорам, діорам та зображень для «чарівного ліхтаря».